# KVC Westerlo
O Koninklijke Voetbal Club Westerlo (ou apenas KVC Westerlo) é um clube de futebol da Bélgica, sediado n cidade de Westerlo. Atualmente disputa a Jupiler League.
Manda seus jogos no Het Kuipje, em Westerlo, com capacidade para 7.982 torcedores. 
Em toda a história, o Westerlo disputou duas edições da antiga Copa Intertoto e uma edição da Copa da UEFA (atual Liga Europa). Não foi bem nas duas competições: na Intertoto de 2000, foi eliminado pelo time esloveno do Primorje, e em 2004, foi eliminado na segunda fase pelos tchecos do Tescoma Zlín. Na Copa da UEFA, foi derrotado pelos alemães do Hertha Berlim.

## Elenco
Última atualização: 2 de abril de 2025.

## História
- 1917 - Sportkring de Bist Westerlo
- 1922 - Inativo
- 1931 - Bist Sport
- 1934 - SK Westerlo
- 1942 - VC Westerlo
- 1967 - KVC Westerlo

## Titulos
- Copa da Bélgica
  - Vencedores : 2001-02
- Campeonato Belga Segunda Divisão
  - Vencedores : 2013-14; 2021-22